# David Verburg
David Verburg (ur. 14 maja 1991) – amerykański lekkoatleta, specjalizujący się w długich biegach sprinterskich, mistrz olimpijski (2016) oraz mistrz świata z Moskwy (2013) i z Pekinu (2015) w sztafecie 4 x 400 metrów.

## Sukcesy sportowe
- mistrz CAA (Colonial Athletic Association) w biegu na 400 m – 2010[1]
- brązowy medal mistrzostw Stanów Zjednoczonych juniorów w biegu na 400 m – 2010
- medalista seniorskich mistrzostw USA
- reprezentant kraju w meczach międzypaństwowych

| Rok  | Miasto         | Zawody                      | Konkurencja        | Wynik               |
| ---- | -------------- | --------------------------- | ------------------ | ------------------- |
| 2010 | Moncton        | mistrzostwa świata juniorów | sztafeta 4 x 400 m | złoty medal         |
| 2012 | Irapuato       | mistrzostwa NACAC U-23      | bieg na 400 m      | złoty medal         |
| 2012 | Irapuato       | mistrzostwa NACAC U-23      | sztafeta 4 x 400 m | złoty medal         |
| 2013 | Moskwa         | mistrzostwa świata          | sztafeta 4 x 400 m | złoty medal         |
| 2014 | Sopot          | halowe mistrzostwa świata   | bieg na 400 m      | 4. miejsce          |
| 2014 | Sopot          | halowe mistrzostwa świata   | sztafeta 4 x 400 m | złoty medal         |
| 2014 | Nassau         | IAAF World Relays           | sztafeta 4 x 400 m | złoty medal         |
| 2015 | Pekin          | mistrzostwa świata          | sztafeta 4 x 400 m | złoty medal         |
| 2016 | Rio de Janeiro | Igrzyska olimpijskie        | sztafeta 4 x 400 m | złoty medal (elim.) |
| 2017 | Nassau         | IAAF World Relays           | sztafeta 4 x 400 m | złoty medal         |

## Rekordy życiowe
- bieg na 400 metrów – 44,41 – Eugene 26/06/2015
- bieg na 400 metrów (hala) – 45,62 – Albuquerque 23/02/2014
- bieg na 500 metrów (hala) – 1:01,29 – Nowy Jork 18/01/2013

9 marca 2014 w Sopocie amerykańska sztafeta 4 × 400 metrów w składzie Kyle Clemons, Verburg, Kind Butler oraz Calvin Smith ustanowiła halowy rekord świata w tej konkurencji (3:02,13).